# 中国科技五金城
中国科技五金城位于中国浙江省永康市，现为中国最大的五金专业市场。

## 概况
中国科技五金城总占地1000亩，拥有一期、二期两个市场群。目前市场建筑面积45万平方米，营业店铺逾4500家，配备有物流、工商、技监、税务、金融、科研、信息网络等服务机构，主要经营各式五金及相关产品。
2009年，中国科技五金城交易额为357.2亿元，同比增长7.8％，其中出口额8.75亿美元，网上交易额10.8亿元，分别比上一年增长11.3%、25.6%，位列全国同类专业市场成交额首位。

### 一期市场
中国科技五金城一期工程创建于1992年，建设资金3.7亿元，占地500多亩，建筑面积31.5余万平方米，店铺摊位2390家。

### 二期市场
中国科技五金城二期市场于2004年投入运营，设有金属材料、机械配件、车类配件、电子电器、装潢五金、健身休闲产品等交易区，占地500逾亩。

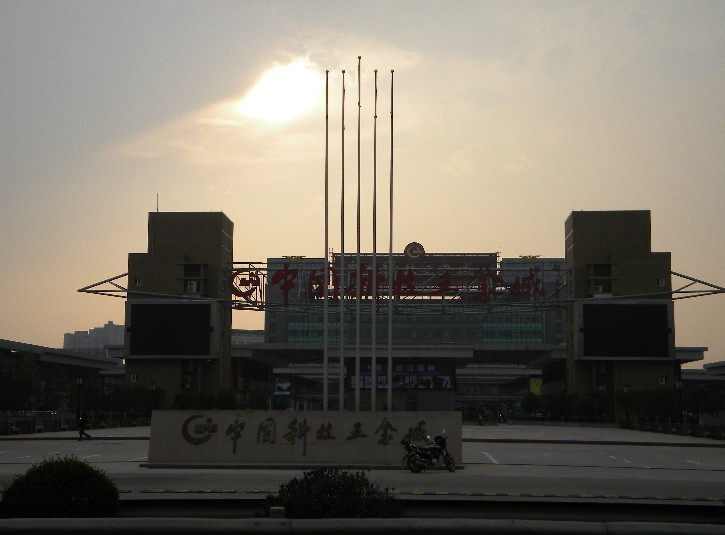
中国科技五金城(二期)

## 地位与荣誉
- 中国最大的五金专业市场
- 全国五金专业市场委员会会长单位
- 中国商业联合会会展联盟副主席单位
- 浙江省五金建材协会会长单位
- 中国十强品牌市场
- 全国商品专业市场竞争力50强
- 全国百强工业品交易市场
- 浙江省百强市场
- 国家经贸委重点联系批发市场
- 中国百家诚信建设示范市场
- 浙江省重点市场
- 浙江省四星级文明规范市场
- 浙江省文明单位
- 浙江省质量达标市场

## 五金展会

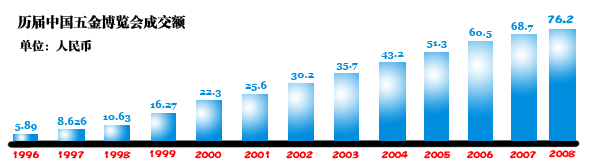
1996年-2008年历届五金博览会交易额

中国五金博览会自1996年创办以来，至2009年已举办14届，是中国规模较大、影响力较广的国际性五金产品展览会。
中国五金博览会由国家商务部与浙江省人民政府主办，中国国际贸易促进委员会、中国商业联合会、中国轻工业联合会、中国科技金融促进会、中国发明协会联合主办，浙江省永康市人民政府、中国国际贸易促进委员会浙江省分会承办，于每年的9月26日至9月28日召开。